# Pierre Georget
Pierre Georget (Châtellerault, 9 d'agost de 1917 - París, 1 d'agost de 1964) va ser un ciclista francès que es dedicà a la pista i que va córrer durant els anys 30 del segle xx.
El 1936 va prendre part en els Jocs Olímpics de Berlín, en què guanyà dues medalles, una de plata en la prova del quilòmetre contrarellotge, per darrere Arie van Vliet; i una de bronze en tàndem, formant parella amb Georges Maton.
Era fill del també ciclista Léon Georget.

## Palmarès
- 1936
  -  Medalla de plata als Jocs Olímpics de Berlín en quilòmetre contrarellotge
  -  Medalla de bronze als Jocs Olímpics de Berlín en tàndem
- 1937
  - 1r a Copenhaguen, en velocitat